# Journal of the Botanical Research Institute of Texas
Journal of the Botanical Research Institute of Texas (abreviado J. Bot. Res. Inst. Texas) es una revista con ilustraciones y descripciones botánicas que es editada en Texas desde el año 2007. Fue precedida por Sida, contributions to botany.